# زیرکونیوم (IV) برمید
زیرکونیوم(IV) برمید (به انگلیسی: Zirconium(IV) bromide) با فرمول شیمیایی ZrBr۴ یک ترکیب شیمیایی است. که جرم مولی آن 410.86 g/mol می‌باشد. شکل ظاهری این ترکیب، پودر سفید است.